# Tabarca
Tabarca (más néven Isla Plana) egy Spanyolországhoz tartozó sziget a Földközi-tengerben.

## Története
Története legnagyobb részében sivár, lakatlan sziget volt. Az ókori görögök Planésziának nevezték, ami síkságot jelent. Már Sztrabón is említette Geógraphika hüpomnématájában: ő az erre járó hajósokat figyelmezteti a sziget körül elhelyezkedő veszélyes víz alatti sziklákra.
A későbbi évszázadokban leginkább kalózok használták főhadiszállásul, innen indulva a partmenti települések elleni rajtaütéseikre. A 13. században, a reconquista idején Alicante kormányzói már tervezték, hogy egy erődöt (vagy legalább egy őrtornyot) építenek a szigeten a kalózok elleni harc érdekében, de ez a terv akkor nem valósult meg, így Tabarca még a 18. században is kalózszigetként volt ismert. 1760-ban Aranda grófja végül elkezdte a régi terv megvalósítását, egy erőd építését: mindössze 9 év múlva már az első lakók is a szigetre költözhettek, hamarosan pedig templom is létesült.
Mivel egy legenda szerint Péter apostol számtalan utazásának egyikén ezen a szigeten is járt, egészen 1769-ig Szent Péter-szigetnek nevezték: csak ekkor kapta a Nueva Tabarca (Új-Tabarca) nevet. Az „új” előtag onnan származik, hogy már korábban is volt egy Tabarca nevű sziget a Földközi-tengerben: ez a sziget a mai Tunézia partjainak közelében volt található, és a Genovai Köztársasághoz tartozott, ám 1741-ben a tunéziaiak elfoglalták, az ott élő halászokat és családjaikat pedig rabszolgasorba taszították. 27 év múlva Juan de la Virgen szerzetes kezdeményezése után III. Károly spanyol királynak sikerült felszabadítania (megváltania) őket: ezek után az itáliaiakat Alicantébe vitték, ahonnan 1769-ben a Szent Péter-szigetre települtek át. Az új lakók összesen 296-an voltak, köztük 31-en születtek Itáliában, 137-en a „régi” Tabarcán, a többiek pedig észak-afrikai rabszolgák voltak. Leszármazottaik közül sokan még a 21. században is a szigeten éltek, ezért még akkor is gyakoriak voltak itt az olasz családnevek, például: Jacopino, Luchoro, Leoni, Parodi. A 18. században beköltözött új lakók mindegyike saját házat kapott, sőt, mentesültek a királynak való adófizetés és a katonai szolgálat kötelezettsége alól is. Munkájukhoz halászhajókat kaptak, valamint, hogy a kalózok ellen védekezni tudjanak, egy kisebb katonai hajót is. Mindezek ellenére a 9 évvel a letelepítés után történt királyi ellenőrzés során azt állapították meg, hogy a sziget földjét nem művelik, a halászhajók darabokra voltak esve, hiány volt az ivóvízből, az erőd pedig omladozni kezdett.
Az 1845–1850-es statisztikai összesítés, amely Spanyolország összes települését tartalmazta, Tabarcán 500 lakót mért fel 100 lakóházban, de a házak közül csak a kormányzóé és a papé volt jó állapotban. A leírás szerint egy négyzet alakú tér, két utca és hat sikátor alkotta a települést, a tér minden oldalán egy-egy kúttal. Hét kisebb, csak a legszükségesebb cikkekkel ellátott üzlet és egy pékség működött ekkor a szigeten. A városfalon kívül egy börtön is állt. 1850-ben a kormányzó és a katonák véglegesen elhagyták a szigetet, így az elvesztette stratégiai jelentőségét.
1854-ben a sziget keleti, lakatlan részén felépült a ma is használatban levő világítótorony, ami egy ideig torreádoriskolaként is szolgált.
A sziget újbóli fejlődése a 20. század közepe után kezdődött el, amikor egyre nagyobb számban kezdték meglátogatni a (főként norvég, svéd és brit) turisták. Tabarca az eltelt több mint egy évszázad alatt, sőt, azóta sem változott sokat a 19. század közepi leíráshoz képest, nem jellemzőek az új épületek, és a település szerkezete is maradt a régi. Mindössze a főtéren működnek új vendéglátóegységek és üzletek, megváltozott kínálattal, a kormányzó egykori házában pedig szálloda üzemel.

## Leírás
Tabarca Spanyolország keleti partjainak közelében, a parttól mintegy 4 km-re található a Földközi-tengerben. Közigazgatásilag Valencia autonóm közösséghez, azon belül Alicante városához tartozik. Ez a Costa Blanca nevű partszakasz legnagyobb, egyben egyetlen lakott szigete: mintegy 60-an élnek itt.
Két, egymástól nyugatra-keletre elhelyezkedő fő részből áll, ezeket egy keskeny földszoros köti össze, amelynek északi oldalán alakították ki a sziget kikötőjét. A nyugati rész szinte teljesen be van építve: egy fallal körülvett erődítmény található itt, amelynek belsejében egy néhány utcából álló település helyezkedik el, néhány lakóházzal és egy templommal. Főkapuja, a Szent Rafael-kapu vagy Puerta del Levante keletről, a kikötő felől nyílik. A kapu belsejének falában egy Szeplőtelen Szűz-szobor található: évszázadok óta ő a sziget védőszentje. Szinte az összes házat legfeljebb három szín: a fehér, a kék és a homokszín jellemzi.
A sziget körüli vizekben sok ókori (például római) hajó maradványa található meg. A parti sziklákon számos sirály és kárókatona fészkel.

## Képek

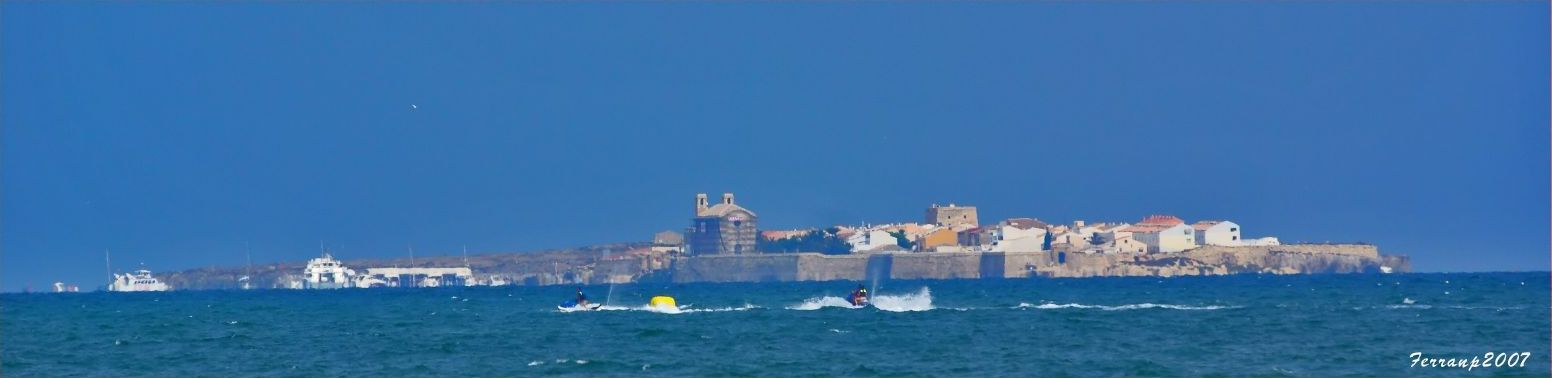
Tabarca látképe
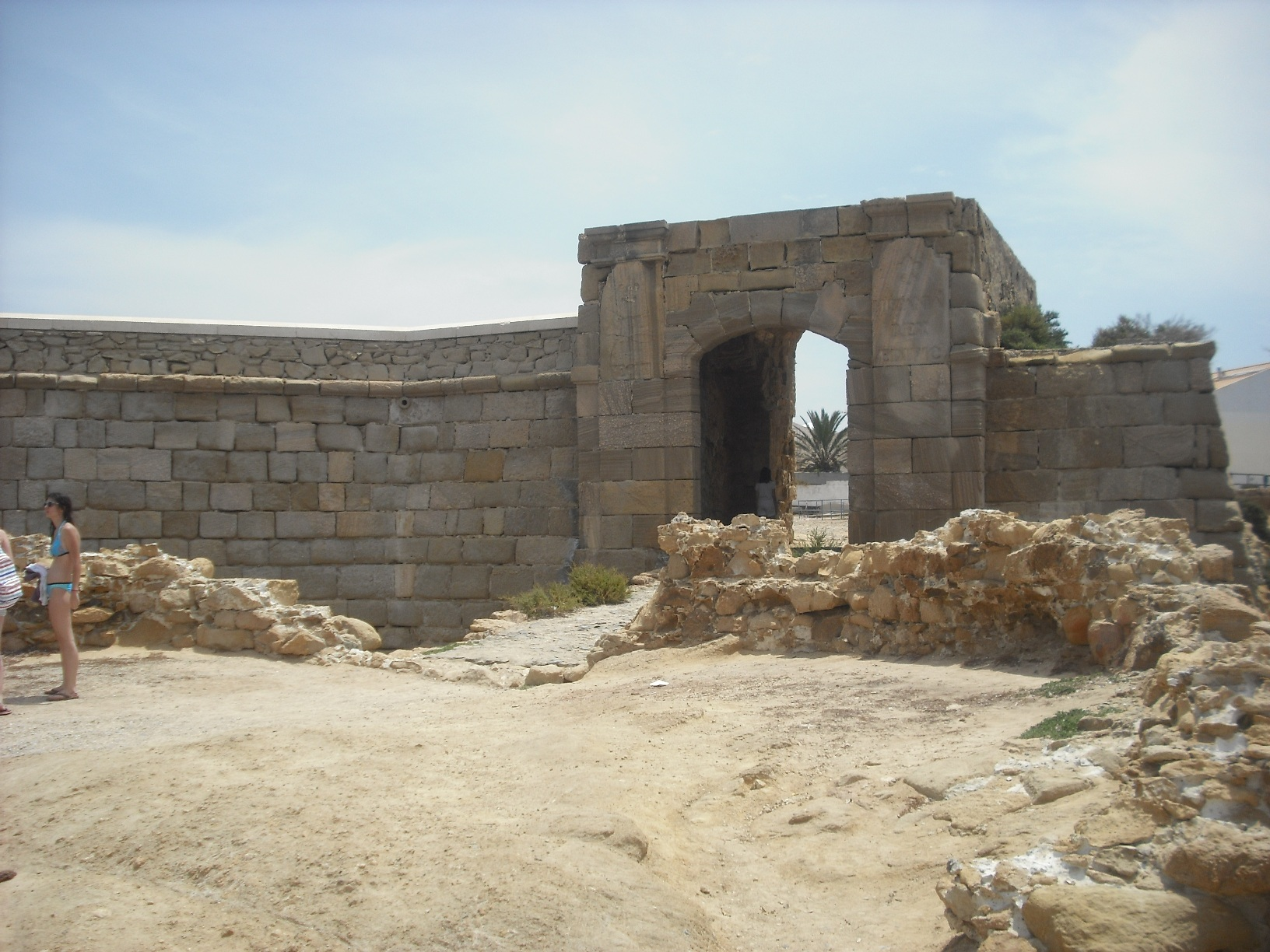
A tabarcai erődítmény egy kis részlete
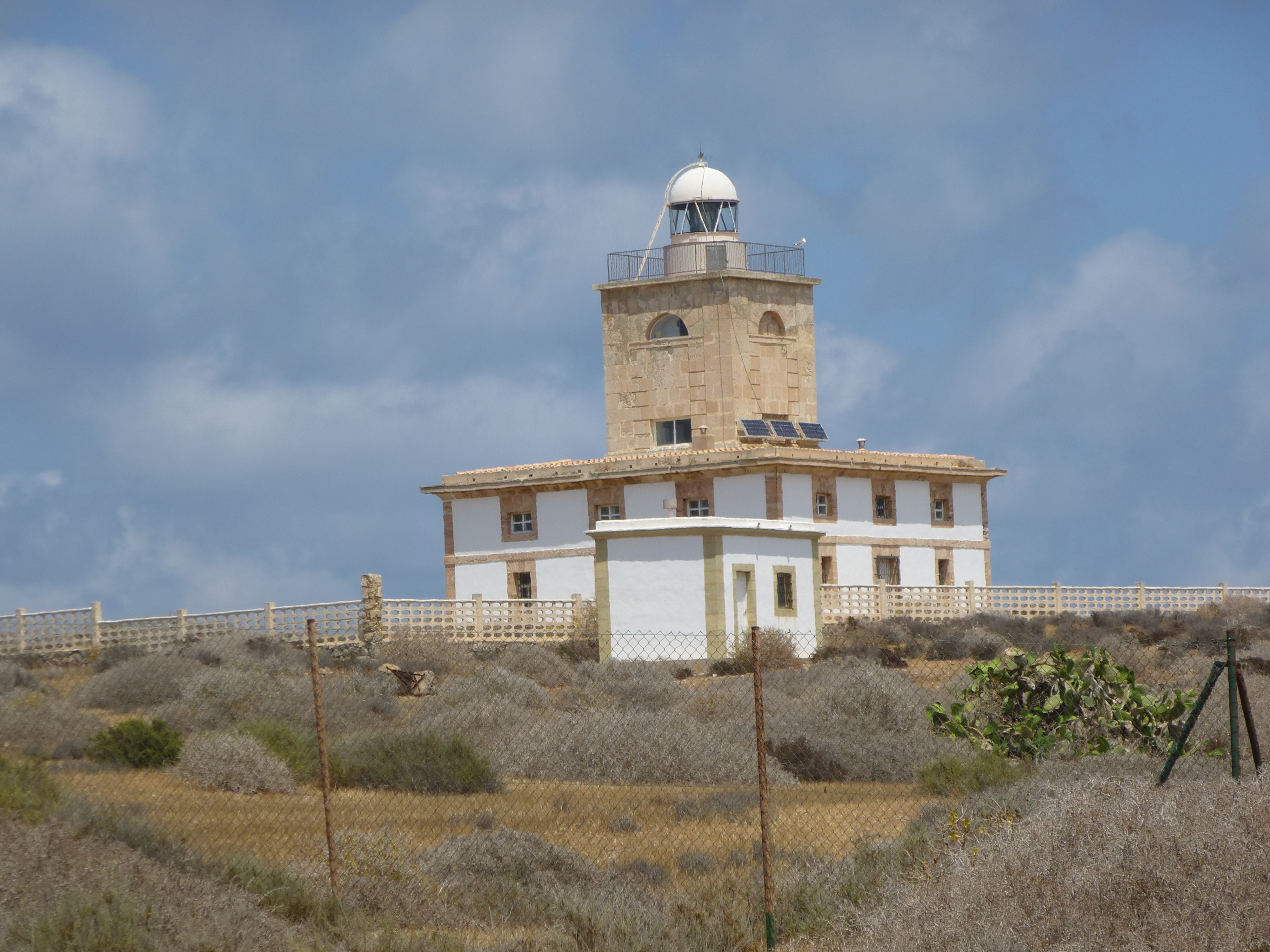
A tabarcai világítótorony
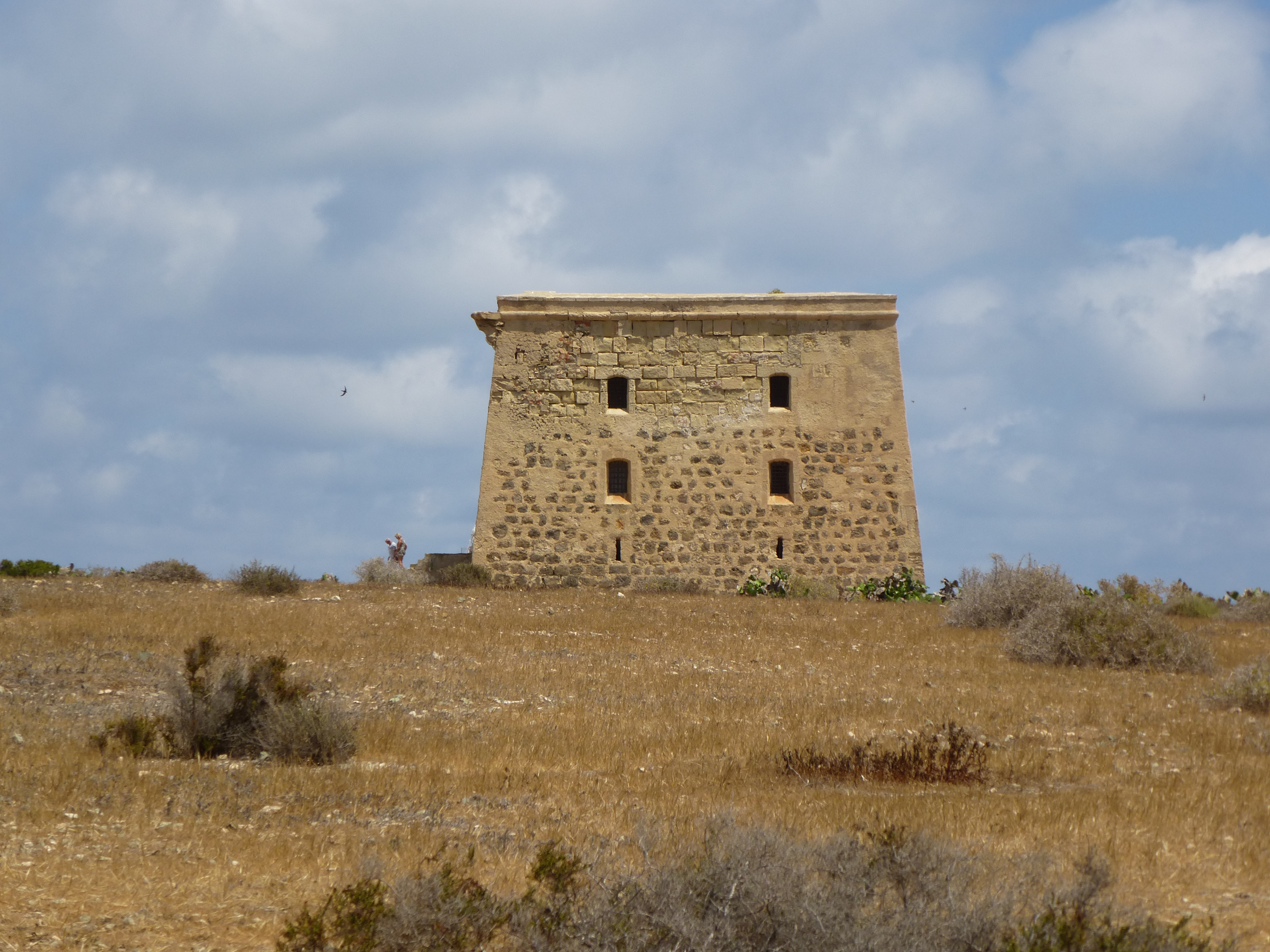
A Szent József-torony